# Olle Johansson (friidrottare)
Bengt Olof ("Olle") Johansson, född 29 november 1939 i Oskar Fredriks församling i Göteborg, död 1 november 2023 i Skallsjö distrikt i Västra Götalands län, var en svensk höjdhoppare och friidrottare som var aktiv under 1960-talet. Han tävlade för Örgryte IS.